# Национальный атлас России
Национальный атлас России — комплексное картографическое издание в четырех томах, изданное в 2004—2008 годах Федеральным агентством геодезии и картографии России по Распоряжению Правительства РФ от 26 мая 2000 года № АГ-П9 14991. Атлас является официальным государственным изданием. Издан в бумажном и в цифровом виде (на компакт-дисках). Печатный вариант Атласа представляет собой подарочное издание.

## Описание
Национальный атлас России является первым в истории современной России подробным картографическим изданием, посвященным географии, природе, демографии, экономике, спорту, истории и культуре страны.
Атлас распространялся в основном среди научных и государственных учреждений и библиотек. Небольшая часть тиража поступила в розничную торговую сеть.
Атлас вышел в печатном виде в виде отдельных томов по 496 страниц в каждом, также была выпущена электронная версия на оптических дисках, которая опубликована на сайте https://национальныйатлас.рф.
После завершения поддержки Adobe Flash Player была создана новая версия сайта  атласа — https://nationalatlas.ru/.
Атлас создан при участии Российского научно-исследовательский института культурного и природного наследия имени Д. С. Лихачёва.
Второй том был создан при участии Министерства охраны окружающей среды и природных ресурсов РФ в рамках программы «Экологическая безопасность России».

## Содержание

### Том 1. Общая характеристика территории
| Обращение Президента России В. В. Путина                         |
| Содержание                                                       |
| Введение                                                         |
| Вводный раздел                                                   |
| Формирование, исследование и картографирование территории России |
| Федеративное устройство России                                   |
| Географические регионы и моря, омывающие территорию России       |
| Европейская часть России                                         |
| Космические изображения Европейской части России                 |
| Азиатская часть России                                           |
| Космические изображения Азиатской части России                   |
| Российский сектор Арктики                                        |
| Космические изображения Российского сектора Арктики              |
| Справочные сведения                                              |

### Том 2. Природа и экология
| Содержание                            |
| Введение                              |
| Вводный раздел                        |
| Эволюция природной среды              |
| Геологическое строение и ресурсы недр |
| Рельеф                                |
| Климат                                |
| Воды суши                             |
| Снег. Лед. Мерзлота                   |
| Моря                                  |
| Почвенный покров и земельные ресурсы  |
| Растительность                        |
| Животный мир                          |
| Ландшафты                             |
| Состояние окружающей среды            |
| Охрана природы                        |
| Справочный раздел                     |

### Том 3. Население и экономика
| Содержание                                    |
| Введение                                      |
| Общая характеристика Российской Федерации     |
| Место России в мире                           |
| Территориальное устройство России             |
| Географические условия расселения и хозяйства |
| Население и социальное развитие               |
| Население и расселение                        |
| Социальная сфера                              |
| Социально-политическое развитие               |
| Хозяйство и экономическое развитие            |
| Производственная сфера                        |
| Инфраструктурная сфера                        |
| Инвестиционная сфера                          |
| Регионы и региональное развитие               |
| Справочные сведения                           |

### Том 4. История и культура
| История                                                    | 18    |
| Российская цивилизация. Справочные сведения                | 18–19 |
| Условные обозначения                                       | 20    |
| Древнейшие культуры                                        | 22    |
| Ранний железный век и великое переселение народов          | 31    |
| Древняя Русь в IX — начале XIII века                       | 42    |
| Монголо-татарское нашествие. Борьба за независимость Руси  | 50    |
| Объединение Русских земель в XVI - первой половине XV века | 56    |
| Россия во второй половине XV - XVI вв.                     | 62    |
| Россия в XVII веке                                         | 68    |
| Россия в первой половине XVIII века.                       | 80    |
| Россия во второй половине XVIII в.                         | 88    |
| Россия в первой половине XIX века                          | 102   |
| Россия во второй половине XIX века                         | 120   |
| Россия в начале XX века                                    | 136   |
| Россия в XX веке. Советский период                         | 156   |
| Россия в начале XXI века                                   | 206   |
| Культура                                                   | 224   |
| Культурное и природное наследие России                     | 226   |
| Современная культура                                       | 450   |
| Справочный раздел                                          | 489   |

## Библиографические ссылки
- Национальный атлас России : в 4 т. / Редколл.: А. В. Бородко (предс.), В.В. Свешников (гл. ред.) и др.. — М. : Роскартография, 2004–2008. — ISBN 5-85120-216-5.

- Национальный атлас России : в 4 т. / Сост. и подгот. к изд. ПКО «Картография» и Госцентром «Природа» в 2004 г. под общ. рук. Роскартографии; отв. ред.: Г. В. Поздняк, Н. Н. Полункина, Н. В. Смурова; предс. редколл. В. Ф. Хабаров (1 т.). — М. : Роскартография, 2004. — Т. 1 : Общая характеристика территории. — [9], 496 с. — 3000 экз. — ISBN 5-85120-217-3 (т. 1).
- Национальный атлас России : в 4 т. / Сост. и подгот. к изданию ПКО «Картография» под общ. рук. М-ва транспорта Российской Федерации и Роскартографии; отв. ред. Г. Ф. Кравченко; предс. редколл. А. В. Бородко. — Калининград : ОАО Янтарный сказ, 2007. — Т. 2 : Природа. Экология. — [13], 496 с. — 2000 экз. — ISBN 5-85120-250-5 (т. 2).
- Национальный атлас России : в 4 т. / Сост. и подгот. к изд. ПКО «Картография» и Госцентром «Природа» в 2004 г. под общ. рук. Роскартографии; отв. ред.: Г. В. Поздняк; предс. редколл. А. В. Бородко. — Калининград : ООО Сказ, 2008. — Т. 3 : Население Экономика. — [14], 496 с. — 2000 экз. — ISBN 5-85120-257-2 (т. 3).
- Национальный атлас России : в 4 т. / Сост. и подгот. к изд. ПКО «Картография» под общ. рук. картогр. работами т. 4 Федерального агентства геодезии и картографии М-ва экономического развития Российской Федерации; отв. ред.: Е. М. Регентова (разд. «История»), Е. Н. Лазарева (разд. «Культура»); предс. редколл. А. В. Бородко. — Калининград : ООО Сказ, 2008. — Т. 4 : История. Культура. — 495, [17] с. — 1500 экз. — ISBN 5-85120-262-9 (т. 4).